# Arnaut Catalan
Arnaut Catalan (1219 – 1253) è stato un trovatore francese attivo in Linguadoca, Catalogna e Castiglia. Ha lasciato cinque cansos, tre tensos e una canzone religiosa.

## Biografia
Le origini di Arnaut sono oggetto di disputa. La maggior parte degli studiosi catalani, come Milà e Fontanals, lo credono catalano, a causa del soprannome. Altri, come Chabaneau, lo assegnano a un'importante famiglia di Tolosa chiamata "Catalan". Se quest'ultima supposizione è corretta, egli è probabilmente lo stesso inquisitore domenicano che perseguitò i catari, con tale energia che una volta ad Albi nel 1234 venne quasi ucciso dalla folla inferocita. Il trovatore si trovava probabilmente in Lombardia alla corte degli Este a Caleone, tra il 1221 e il 1233.
Quattro delle cansos di Arnaut sono dedicate a Beatrice di Savoia, moglie di Raimondo Berengario IV di Provenza, e una delle sue tensos venne composta insieme a Raimondo. Un Arnaldus Catalanus, probabilmente Arnaut, confermava una donazione di Raymond a Aix-en-Provence il 29 agosto del 1241. Nel 1252 un Don Arnaldo si trovava in Castiglia alla corte di Alfonso X, dove compose una tenso con il re (la sua parte in occitano e quella del re in galiziano-portoghese). Arnaut compose un'altra tenso con un poeta chiamato Vaquier.